# Bistum Cruz Alta
Das Bistum Cruz Alta (lateinisch Dioecesis Crucis Altae, portugiesisch Diocese de Cruz Alta) ist eine in Brasilien gelegene römisch-katholische Diözese mit Sitz in Cruz Alta im Bundesstaat Rio Grande do Sul.

## Geschichte
Das Bistum Cruz Alta wurde am 27. Mai 1971 durch Papst Paul VI. mit der Apostolischen Konstitution Cum Christus aus Gebietsabtretungen des Bistums Santa Maria errichtet und dem Erzbistum Porto Alegre als Suffraganbistum unterstellt.

## Bischöfe von Cruz Alta
- 1971–1972 Walmor Battú Wichrowski
- 1972–1976 Nei Paulo Moretto, dann Koadjutorbischof von Caxias do Sul
- 1976–2002 Jacó Roberto Hilgert
- 2002–2014 Friedrich Heimler SDB
- 2014–2021 Adelar Baruffi, dann Erzbischof von Cascavel
- seit 2023 Nélio Domingos Zortea